# Championnat d'Argentine de football 1964
Navigation
Saison précédente Saison suivante
La saison 1964 du Championnat d'Argentine de football était la 34e édition professionnelle de la première division argentine. Le championnat rassemble les 16 meilleures équipes du pays au sein d'une poule unique, où chaque club rencontre tous ses adversaires 2 fois. Pour permettre le passage de la Primera División de 16 à 18 équipes, il n'y a pas de relégation en fin de saison et 2 clubs sont promus de Segunda División.
C'est le club de Boca Juniors qui termine en tête du championnat et remporte le 15e titre de champion d'Argentine de son histoire. Le club se qualifie pour la Copa Libertadores.

## Les 16 clubs participants
| \| Buenos Aires La Plata Rosario \| Villes représentées lors de la saison 1964 |
| Buenos Aires La Plata Rosario                                                  |

- Boca Juniors
- San Lorenzo de Almagro
- River Plate
- Racing Club
- Independiente
- Rosario Central
- Gimnasia y Esgrima (La Plata)
- Huracán
- Chacarita Juniors
- Vélez Sársfield
- Argentinos Juniors
- Estudiantes (La Plata)
- Atlanta
- Banfield
- Ferro Carril Oeste - Promu de Segunda División
- Newell's Old Boys (Rosario) - Promu de Segunda División

## Compétition

### Classement
Le classement est établi en utilisant le barème suivant :
- Victoire : 2 points
- Match nul : 1 point
- Défaite, forfait ou abandon : 0 point

| Rang | Équipe                        | Pts | J  | G  | N  | P  | Bp | Bc | Diff |
| ---- | ----------------------------- | --- | -- | -- | -- | -- | -- | -- | ---- |
| 1    | Boca Juniors                  | 44  | 30 | 17 | 10 | 3  | 35 | 15 | +20  |
| 2    | Independiente (T) (CL)        | 38  | 30 | 15 | 8  | 7  | 44 | 26 | +18  |
| 3    | River Plate                   | 37  | 30 | 13 | 11 | 6  | 42 | 30 | +12  |
| 4    | San Lorenzo de Almagro        | 36  | 30 | 12 | 12 | 6  | 46 | 31 | +15  |
| 5    | Atlanta                       | 35  | 30 | 12 | 11 | 7  | 46 | 42 | +4   |
| 6    | Racing Club                   | 32  | 30 | 12 | 8  | 10 | 45 | 37 | +8   |
| 6    | Banfield                      | 32  | 30 | 11 | 10 | 9  | 34 | 32 | +2   |
| 8    | Vélez Sársfield               | 31  | 30 | 12 | 7  | 11 | 43 | 36 | +7   |
| 9    | Huracán                       | 29  | 30 | 10 | 9  | 11 | 38 | 36 | +2   |
| 9    | Ferro Carril Oeste P          | 29  | 30 | 9  | 11 | 10 | 33 | 33 | 0    |
| 11   | Rosario Central               | 28  | 30 | 7  | 14 | 9  | 37 | 38 | -1   |
| 12   | Chacarita Juniors             | 27  | 30 | 9  | 9  | 12 | 32 | 48 | -16  |
| 13   | Gimnasia y Esgrima (La Plata) | 25  | 30 | 6  | 13 | 11 | 27 | 36 | -9   |
| 14   | Estudiantes (La Plata         | 24  | 30 | 6  | 12 | 12 | 36 | 47 | -11  |
| 15   | Argentinos Juniors            | 17  | 30 | 4  | 9  | 17 | 26 | 45 | -19  |
| 16   | Newell's Old Boys (Rosario) P | 16  | 30 | 1  | 14 | 15 | 19 | 51 | -32  |

|  | Qualification pour la Copa Libertadores 1965                                               |
|  | T : Tenant du titre P : Promu de Segunda División (CL) : Vainqueur de la Copa Libertadores |

## Bilan de la saison
| Tableau d'Honneur                   |              |
| Compétition                         | Vainqueur    |
| Championnat d'Argentine de football | Boca Juniors |

| Qualifications continentales |                                     |
| Copa Libertadores 1965       | Boca Juniors Independiente (tenant) |

| Promotions et relégations   |                                  |
| Promus en Primera Division  | Lanús Platense                   |
| Relégué en Segunda Division | Aucun (passage de 16 à 18 clubs) |